# 美田園車站
美田園車站（日语：／ Mitazono eki */?）是一由仙台機場鐵道（仙台空港鉄道）所經營的鐵路車站，位於日本宮城縣名取市美田園，是仙台市中心連往仙台機場的專用線——仙台機場線——沿線車站之一。與隔鄰的杜關下同樣，都是為了開發機場聯絡線沿線新造市鎮，而特別設立的車站。
美田園車站當初在規劃時，原本預計根據當地的地名而命名為下增田，但2007年實際啟用時，卻改根據當地的新社區開發計畫名「名取臨空城——美田園」，而命名為美田園。

## 歷史
- 2005年（平成17年）8月：原有臨時名稱「下增田站」確定改為「美田園站」。
- 2007年（平成19年）3月18日：通車。

## 車站結構
島式月台1面2線的高架車站。一線貫通式月台。
社員配置站。設有自動售票機、自動閘機（可對應Suica）。

### 月台配置
| 月台 | 路線             | 方向 | 目的地         |
| ---- | ---------------- | ---- | -------------- |
| 1    | 仙台機場Access線 | 上行 | 仙台機場方向   |
| 2    | 仙台機場Access線 | 下行 | 名取、仙台方向 |

## 相鄰車站
仙台機場鐵道
仙台機場線
快速
通過
普通
杜關之下－美田園－仙台機場